# Harold Whitlock
Pour les articles homonymes, voir Whitlock.
Hector Harold Whitlock (né le 16 décembre 1903 à Hendon, Londres - 27 décembre 1985 à Wicklewood dans le comté de Norfolk) était un athlète anglais, spécialiste de la marche athlétique.

## Biographie
Sa série de succès d'Harold Whitlock a commencé dans le championnat de Grande-Bretagne, dans le 50 km marche en 1931.
En 1932, il a remporté la marche de Hastings-Brighton, sur une distance de 37 miles. Il a récidivé en 1935 et 1936.
De 1934 à 1937, il a gagné le Londres-Brighton (52 miles).
Après sa victoire dans le championnat de Grande-Bretagne en 1936, il a été l'un des favoris pour le 50 km des Jeux olympiques de Berlin et a devancé le suisse Arthur Schwab d’une minute et demi. Il devint ainsi champion olympique.
La carrière sportive a été interrompu par la Seconde Guerre mondiale.
Au début de l’année 1946, à l'occasion du championnat de Grande-Bretagne, il termine 2e dans la course du 20 miles.
En 1952, il finit troisième du championnat du Royaume-Uni dans le 50 km; à l'âge de 48 ans, il décrochant ainsi sa candidature pour les Jeux olympiques d'été de 1952 à Helsinki.
Son jeune frère Rex a lui aussi participé aux Jeux olympiques d'été de 1948, à Londres ainsi qu'en 1952, à Helsinki, dans l'épreuve du 50 km marche, pour une 4e place.
Plus tard, Harold Whitlock a été un militant bien connu de l'activité sportive, par ses contributions de formateur et de juge.

## Palmarès

### Jeux olympiques
- Jeux olympiques d'été de 1936 :
  -  Médaille d'or du 50 km marche
- Jeux olympiques d'été de 1952 :
  - 11e du 50km marche

### Championnats d’Europe
- Championnats d'Europe d'athlétisme 1938 à Colombes ( FRA ) 
  -  Médaille d'or du 50 km marche

### Championnat de Grande-Bretagne d'Athlétisme
En 1933 et de 1935 à 1939, il a été champion de Grande-Bretagne dans le 50 km.

## Honneurs
En 1966, il est médaillé de l'Ordre de l'Empire britannique.